# Larrakeyah
Larrakeyah är en stadsdel i Darwin i Australien. Den ligger i kommunen Darwin och territoriet Northern Territory, nära centrala Darwin. Antalet invånare är 3 037.
Trakten är tätbefolkad. Närmaste större samhälle är Darwin, nära Larrakeyah. 
Savannklimat råder i trakten. Genomsnittlig årsnederbörd är 1 845 millimeter. Den regnigaste månaden är januari, med i genomsnitt 505 mm nederbörd, och den torraste är augusti, med 1 mm nederbörd.